# Puerto Nariño
Puerto Nariño is een gemeente in het Colombiaanse departement Amazonas. De gemeente telt 6816 inwoners (2005). De gemeente is alleen per boot te bereiken, over de rivier de Amazone.
El Encanto · La Chorrera · La Pedrera · La Victoria · Leticia · Mirití-Paraná · Puerto Alegría · Puerto Arica · Puerto Nariño · Puerto Santander · Tarapacá